# رباط العصبات (السدة)

تعديل مصدري - تعديل

رباط العصبات هي إحدى قرى عزلة المرخام بمديرية السدة التابعة لمحافظة إب، بلغ تعداد سكانها 297 نسمة حسب تعداد اليمن لعام 2004.